# 턱얼굴
턱얼굴(Chinface) 또는 치니킨(Chinikin), 턱머리(Chinhead), 턱인간(Chinman), 턱괴물(Chinmonster)은 얼굴을 반대로 뒤집고 입술 밑에 눈 모형을 붙이거나 그려서 마치 사람인 것처럼 흉내내는 것을 일컫는다. 공연이나 희극적 요소로 간주된다.

## 같이 보기
- 꼭두각시
- 연기 (예술)
- 희극